# Zespół Vogta-Koyanagiego-Harady

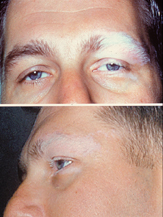
27-letni pacjent z zespołem Vogta-Koyanagiego-Harady; widać zmiany bielacze na skórze i lewostronna utrata barwy brwi i rzęs

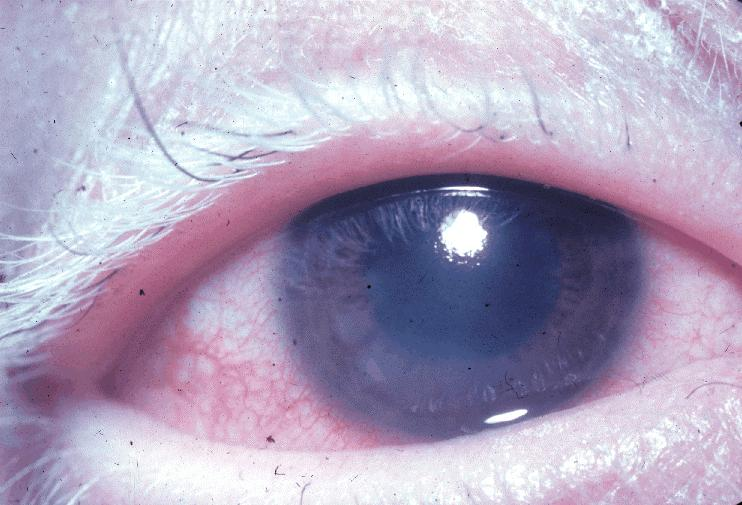
Zapalenie naczyniówki i odbarwienie rzęs u 24-letniego mężczyzny z rozpoznanym VKHS

Zespół Vogta-Koyanagiego-Harady (zespół naczyniówkowo-oponowy, ang. Vogt-Koyanagi-Harada syndrome, VKHS, uveodermatologic syndrome) – zespół chorobowy charakteryzujący się przewlekłym zapaleniem naczyniówki, przedwczesnym siwieniem włosów, łysieniem plackowatym, niekiedy objawami neurologicznymi spowodowanymi zapaleniem opon mózgowych. Uważa się, że etiologia zespołu wiąże się autoimmunologicznym mechanizmem niszczenia melanocytów przez limfocyty T. Stwierdzono związek zespołu z haplotypami: HLA-DR4, HLA-DR53 i HLA-DQ4 u pacjentów w Japonii, HLA-DR4, HLA-DR53 i HLA-DQ7 w populacji chińskiej, HLA-DR4 i HLA-DR53 w amerykańskiej oraz HLA-DR1 i HLA-DR4 u mieszkańców Kalifornii pochodzenia hiszpańskiego. Nazwa zespołu honoruje uczonych Einosuke Haradę, Yoshizo Koyanagiego i Alfreda Vogta, którzy niezależnie od siebie przedstawili pierwsze opisy choroby.